# Planetenwege Vogtland

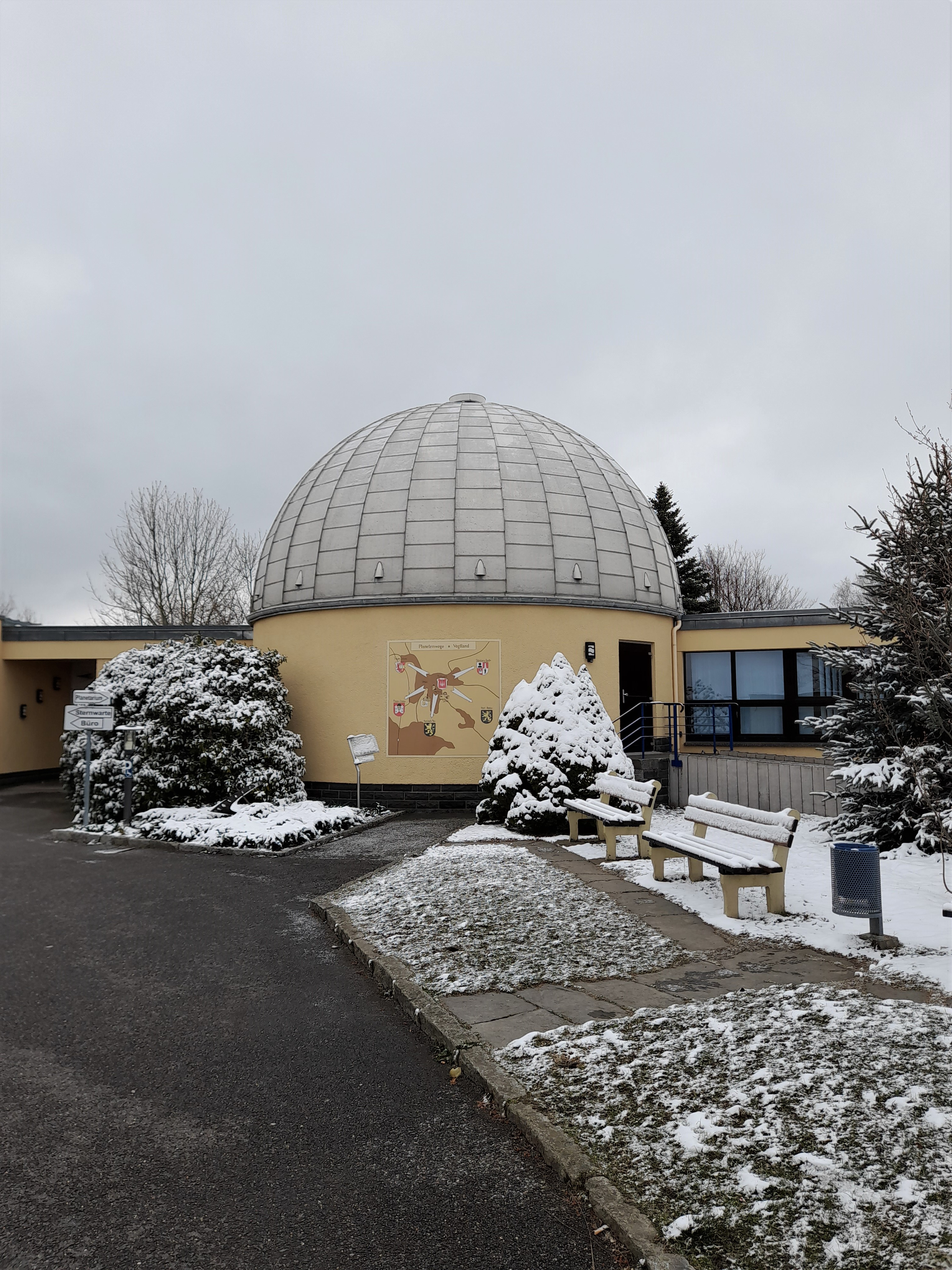
Planetarium Sigmund Jähn in Rodewisch: Der Start- und Endpunkt der Wege

Die Planetenwege Vogtland sind ein von der Sternwarte Rodewisch ausgehendes System von Wanderwegen. Sie zeigen ein maßstabsgerechtes Abbild des Sonnensystems und führen von Rodewisch aus zu Zielen im östlichen Vogtland. Mit Wanderungen auf diesen Wegen wird das Erkunden des Sonnensystems mit sportlicher Betätigung verbunden.

## Geschichte
Die Idee für einen Planetenweg ausgehend von der Sternwarte Rodewisch kam Andreas Krauß im Frühjahr 2013. Anderthalb Jahre später, im September 2014, wurde der erste Weg ausgeschildert. Unterstützung kam dabei von der Sternwarte und Mitarbeitern der Stadtverwaltung von Rodewisch, besonders jedoch vom Leiter der Sternwarte, Olaf Graf. Gefolgt vom Jupiter-Weg, dem ersten, wurde der Erde-Venus-Merkur-Weg eröffnet. Die Wege folgen bereits vorhandenen Wanderwegen. Diese wurden zusätzlich mit einem Aufkleber zum jeweiligen Weg versehen. Zur Idee dieses Planetenweges gehört auch, an jedem Start- bzw. Endpunkt eines Wanderweges vandalensichere Stelen oder Tafeln mit Informationen zum jeweiligen Himmelskörper aufzustellen. Die erste enthüllte Stele war die des Planeten Erde in Rodewisch. Im Frühjahr 2015 wurden auf der Internetseite des Planetariums nähere Informationen zu den Wegen veröffentlicht.
Für das Projekt waren 16.000 Euro veranschlagt.

## Prinzip
Die meisten Planetenwege führen auf einem (Rund-)weg durch das Sonnensystem. Oft wird dabei der Maßstab 1:1 Milliarde gewählt. Danach liegt am weitesten von der Sonne entfernte Planet, Neptun, etwa 4,5 km vom Startpunkt entfernt. Der weiteste Luftweg im Rodewischer Modell beträgt jedoch sogar ca. 25,8 km. Es handelt sich auch nicht um einen Rundweg, sondern um verschiedene Wege, die zu den einzelnen Planeten führen. Maßstabsgerecht liegen diese auf konzentrischen Kreisen, die ihren Mittelpunkt in der Sternwarte Rodewisch haben. Diese Wege führen zu vogtländischen Sehenswürdigkeiten in Rodewisch, Auerbach, Wernesgrün, Treuen, Plauen und Adorf.

## Die Wege
Informationen zu den Himmelskörpern werden in der nachfolgenden Tabelle nicht aufgeführt. Um die Konzentrizität um die Sternwarte zu verdeutlichen, wird als Startpunkt immer die Sternwarte Rodewisch angenommen. Die Sternwarte selbst geht immer von der Stele als Startpunkt aus.
|   | Name                  | Eckdaten - Länge des Weges - Gehzeit - Durchmesser Planet - Luftlinie zur „Sonne“                                                      | Streckenverlauf | Bild(er) der Stele(n)/Tafel(n)                                                    |
| - | --------------------- | --- | --- | --------------------------------------------------------------------------------- |
| 0 | Sonne                 | - | Die „Schulsternwarte und Planetarium 'Sigmund Jähn'“ in Rodewisch dient als Ausgangspunkt für alle Wege. Es stellt die Sonne dar, die sich im Zentrum unseres Sonnensystems befindet. Die Sternwarte befindet sich auf der Rützengrüner Höhe in Rodewisch kurz vor dem Ortsausgang Rodewischs in Richtung Rützengrün (Rützengrüner Straße 41a). | Übersichtskarte am Planetarium                                                    |
| 1 | Erde-Venus-Merkur-Weg | Länge (ges.): 2,4 km Gehzeit (ges.): ca. 30 min Durchmesser/Luftlinie: - Merkur: 2,8 cm/330 m - Venus: 7 cm/620 m - Erde: 7,3 cm/860 m | Merkur: - Rützengrüner Straße bergab bis zur Karl-Liebknecht-Straße, rechts abbiegen - in die Lutherstraße (links) und in die Pestalozzistraße (rechts) - links in die Jahnstraße bis zum Rondell des Pestalozzi-Gymnasiums Rodewisch - an der Mauer des Rondells befindet sich die erste Tafel an der Stützmauer Venus: - vom Rondell wieder zur Rützengrüner Straße bergab bis zum Postplatz - am neu gestalteten Postplatz befindet sich die Stele zur Venus Erde: - über den Postplatz bis zur alten Post, links in die Parkstraße - ab der Dr.-Goerdeler-Straße durch den Stadtpark in Richtung Schloßinsel - auf der Schloßinsel vor dem Museum Göltzsch befindet sich die Erde | Infotafel zur Strecke Schild Venus (Postplatz Rodewisch) Stele am Museum Göltzsch |
| 2 | Mars-Weg              | Länge: ca. 4 km Gehzeit: ca. 1h Durchmesser/Luftlinie: - Mars: 3,9 cm/1,3 km                                                           | - von der Sternwarte in Richtung Klinikum Obergöltzsch (südlich über Amselweg) - bergab in Richtung Pöltzsch (Eulenwasser) - von dort über die Neue Rützengrüner Straße in Richtung Lenkmühle - Abzweig auf die Sorgaer Straße bis zum Auerbacher Schlossturm | Schild am Schlossturm Übersichtskarte                                             |
| 3 | Jupiter-Weg           | Länge: ca. 10 km (alternativ 8 km) Gehzeit: ca. 2h Durchmesser/Luftlinie: - Jupiter: 82 cm/4,5 km                                      | - Weg bis Lenkmühle gleich der des Mars-Weges - dem Vogtland-Panorama-Weg (über Hahnenhäuser, Siedlung die im Dreißigjährigen Krieg durch ein Hahnenkrähen verraten wurde) folgen bis zur alten Schule (Wernesgrün) - der Andreas-Schubert-Straße bis zum Andreas-Schubert-Denkmal folgen, Brauereistraße queren - weiter zum Brauerei-Gutshof über Neue Straße, Bergstraße und Am Freibad | Übersichtskarte am Gutshof                                                        |
| 4 | Saturn-Weg            | Länge: ca. 14 km Gehzeit: ca. 3h Durchmesser/Luftlinie: - Saturn: 69 cm/8,23 km                                                        | - zunächst dem Mars-Weg folgen (Poetenweg Abzweig Salzleithe, bis Ertex-Werk) - über die Schloßstraße bis zur Schloßinsel - von dort über den Vogtland-Panorama-Weg bis zum Eicher Abzweig auf den Treuener - vom Rundweg auf die Schreiersgrüner Straße bis zum Treuner Schloss | Stele in Treuen mit Übersichtskarte                                               |
| 5 | Uranus-Weg            | Länge: ca. 30 km Gehzeit: - Durchmesser/Luftlinie: - Uranus: 30 cm/16,5 km                                                             | - dem Erde-Venus-Merkur-Weg bis zur Erde folgen, ab dort Richtung Auerbach - Auerbach – Richardshöhe – Reumtengrün – Schönau – Neuensalz - von Altensalz auf dem Wanderweg Plauen-Pöhl und des Plauener Wanderwegs bis Chrieschwitz - von dort ins Plauener Zentrum bis zur Stele an der Alten Elstertalbrücke Für den Uranus-Weg ist die beschriebene Strecke als Wander- und Radweg nutzbar. | Stele in Plauen mit Übersichtskarte                                               |
| 6 | Neptun-Weg            | Länge: ca. 42 km Gehzeit: ca. 10h Durchmesser/Luftlinie: - Neptun: 28 cm/25,8 km                                                       | - Vogtland-Panorama-Weg über den Mars-Weg - von der Lenkmühle, über Bendelstein bis zum Auerbacher Flugplatz - von dort in Richtung Falkensteiner Tierpark und Schloßfelsen - von dort zur Falkensteiner Talsperre – Grünbach – in Richtung Schöneck - von Schöneck Richtung Wohlbach und direkt weiter Richtung Adorf Diese Wegbeschreibung ist unzulänglich. Eine Wanderkarte für das Obere Vogtland wird empfohlen. Für den Neptun-Weg ist die beschriebene Strecke als Wander- und Radweg nutzbar. | Stele in Adorf mit Übersichtskarte                                                |

Somit sind es sechs Wanderwege. Ein Pluto-Weg existiert nicht, da der Pluto seit 2006 als Zwergplanet eingeordnet wird.